# Rivière Beaudet (rivière Gentilly)
Pour les articles homonymes, voir Beaudet.
Cet article possède un paronyme, voir Rivière Beaudette.
La rivière Beaudet est un affluent de la rivière Gentilly laquelle se déverse sur la rive sud du fleuve Saint-Laurent.
La rivière Beaudet coule dans les municipalités de Sainte-Marie-de-Blandford, située dans la municipalité régionale de comté de Bécancour), dans la région administrative de Centre-du-Québec, au Québec, au Canada.

## Géographie
Les principaux bassins versants voisins de la rivière Beaudet sont:
- côté nord: rivière aux Glaises, rivière aux Orignaux (Gentilly), rivière du Moulin (Gentilly);
- côté est: rivière du Moulin (rivière Bécancour), rivière Gentilly, petite rivière du Chêne, ruisseau Geoffroy;
- côté sud: rivière Gentilly, rivière Bécancour;
- côté ouest: rivière Gentilly, rivière Gentilly Sud-Ouest, rivière Bécancour.

La rivière Beaudet prend sa source à la limite des municipalités de Lemieux et de Sainte-Marie-de-Blandford. Cette zone de tête est située dans la partie sud de Sainte-Marie-de-Blandford à 3,2 km à l'est du village, à 3,1 km au nord-ouest du centre du village de Lemieux et à 11,6 km au sud du village de Sainte-Sophie-de-Lévrard.
À partir de sa zone de tête, la rivière Beaudet coule sur 10,1 km répartis selon les segments suivants:
- 3,1 km vers le nord-ouest, jusqu'à la route 226;
- 2,1 km vers l'ouest, jusqu'à la route 263;
- 4,9 km vers l'ouest, en coupant la route des Flamants, jusqu'à sa confluence.

La rivière Beaudet se déverse sur la rive ouest de la rivière Gentilly. Sa confluence est située à 3,7 km au nord-est du centre du village de Sainte-Gertrude et à 4,5 km à l'ouest du village de Sainte-Marie-de-Blandford.

## Toponymie
Le toponyme "rivière Baudet" a été officialisé le 17 août 1978 à la Commission de toponymie du Québec.